# Sinergy (Band)
Sinergy war eine skandinavische Power-Metal-Band mit Melodic-Death-Metal-Einflüssen, die in Schweden gegründet wurde, zwischenzeitlich aber nach Finnland umgesiedelt war.

## Geschichte
Kimberly Goss gründete 1997 die Band Sinergy. Sie spielte in den Jahren davor unter anderem bei Dimmu Borgir Keyboard. Weiter gehörten Jesper Strömblad (In Flames), Alexi Laiho (Children of Bodom), Sharlee D’Angelo (Arch Enemy) und Ronny Milianowicz zu den Gründungsmitgliedern. Das in dieser Besetzung aufgenommene Debütalbum Beware the Heavens wurde 1999 auf einer erfolgreichen Tournee durch Japan von der breiten Masse angenommen. Anschließend stellte die Band eine neue Besetzung vor, die neben Kimberly Goss und Alexi Laiho aus Roope Latvala (Hauptband Waltari, seit 2003 auch bei Children of Bodom), Marco Hietala (Tarot) und Tonmi Lillman (To/Die/For) bestand. Grund dafür war, dass die bisherigen Mitglieder in zwei Ländern wohnten und auch an ihre Stammbands gebunden waren, was Songwriting und Proben zum Problem werden ließen.
Da die neuen Mitglieder ebenfalls noch in anderen Bands mitwirkten, mussten sie versprechen, mit Ernst und Dauerhaftigkeit Sinergy aufrechtzuerhalten. Es folgten eine Europa-Tour und im Jahr 2000 das zweite Album To Hell and Back mit einer Promotiontour durch Mexiko und andere Länder. Nur ein Jahr später wurde schon das dritte Album fertiggestellt: Suicide by My Side. Das Album war das letzte mit Tonmi Lillman – dieser verließ anschließend die Band. Sein Nachfolger war zunächst Mats Karlsson, dann drei Monate später Janne Parviainen. Anschließend wechselte Bassist Marco Hietala zu Nightwish und wurde durch Lauri Porra ersetzt. Die Band begann anschließend mit den Arbeiten an einem vierten Album namens The Sins of the Past. 2007 gab die Band bekannt, dass eine Menge aufgenommenes Material verschwunden sei, aber das fast fertiggestellte Album wohl 2008 veröffentlicht werden könnte. Tatsächlich löste sich die Band jedoch zu einem unbekannten Zeitpunkt auf.

## Stil
Innerhalb der Metal-Hammer-Redaktion gab es unterschiedliche Auffassungen über den Stil des Debütalbums. In der von Matthias Mineur verfassten Rezension heißt es, er sei dem Melodic-Power-Metal zuzurechnen und mit Klassik-Zitaten durchsetzt, während in einer späteren redaktionellen Gesamtschau von einem kräftigen Death-Metal-Anteil die Rede ist, der erst mit den Nachfolgern zugunsten traditioneller Metal-Elemente zurückgegangen sei. Von einer damaligen „Mixtur aus Children of Bodom und Hammerfall“ sprach Daniel Böhm anlässlich der Veröffentlichung von To Hell and Back, das nunmehr „weniger symphonisch, dafür aber mit deutlich ausgeprägterem Achtziger-Vibe“ ausgestattet sei. Und Goss sei eine „Mischung aus Lita Ford und Michael Sweet“. Andreas Stappert vom Rock Hard meinte, sie wirke „wie eine Metal-Queen der Achtziger“. Der Stil von To Hell and Back sei purer „Metal“. Bei Suicide by My Side sei ein „Zuwachs an schwermetallischer Härte“ zu verzeichnen, meinte Daniel Böhm im Metal Hammer. Auf die einfache Formel „Power Metal“ brachten es Michael Edele von Laut.de und Götz Kühnemund vom Rock Hard, wobei Letzterer noch Goss’ „Power-Vocals, die fast das Niveau von Lee Aaron oder Leather Leone (Chastain) zu besten Zeiten erreichen“, erwähnte.
Entgegen dem fulminanten Auftreten ihrer Frontfrau werden die Mitmusiker bei Liveauftritten als „leicht verkrampft und etwas steif“ oder „angewurzelt auf den Brettern“ erlebt.

## Diskografie
- 1999: Beware the Heavens (Nuclear Blast)
- 2000: To Hell and Back (Nuclear Blast)
- 2002: Suicide by My Side (Nuclear Blast)